# Huracán Daniel (2006)
El huracán Daniel fue el segundo huracán más fuerte formado en el nordeste del océano Pacífico en 2006. El cuarto de la temporada de huracanes, Daniel se formó cerca de la costa de México a partir de una onda tropical que tuvo lugar el 16 de julio de ese año. El fenómeno se movió para el oeste y se intensificó  continuamente hasta alcanzar un pico de intensidad con vientos constantes de 240 km/h el 22 de julio; en aquel momento, el ciclón recordaba las características de un huracán anular. Daniel se debilitó gradualmente cuando entró en aguas más frías y en una área con vientos cortantes o de cizalladura y tras entrar en el área de responsabilidad del Centro de Huracanes del Pacífico Céntrico, el sistema se debilitó rápidamente, degenerándose en una área de baja presión remanente el 26 de julio. Tras la previsión de que el ciclón pasaría a través del archipiélago de Hawái como una tempestad tropical, los vestigios de Daniel pasaron al sur de la isla principal antes de disiparse. La tempestad trajo precipitaciones de moderadas a fuertes en las islas de Hawái y Maui, aunque sin daños registrados.

## Historia meteorológica
El huracán Daniel se originó a partir de una onda tropical que dejó la costa occidental de África el 2 de julio de 2006. La onda atravesó el océano Atlántico y el mar Caribe con pocas áreas de convección asociadas y el 12 de julio, el fenómeno cruzó Centroamérica, entrando así en la parte nordeste del océano Pacífico. Las áreas de convección aumentaron el 13 de julio y, dos días después, el sistema comenzó a intensificarse en el sur de México, continuando hacia el oeste en torno a 25 km/h y el 16 de julio el fenómeno se organizó. Con bandas de lluvia convectivas al norte y al sur de la circulación de bajos niveles, se estima que la onda se desarrolló en una depresión tropical al finalizar el 16 de julio aproximadamente a 845 km al suroeste de la ciudad de Manzanillo, en el estado mexicano de Colima.
Clasificada como la depresión tropical Cinco-E, el sistema siguió para oeste impulsado por una alta subtropical de niveles medios. En las horas siguientes a la formación de la depresión, el sistema presentaba áreas de convección profunda cerca de su centro. Las condiciones favorecían su desarrollo, incluyendo la temperatura tibia de la superficie del mar, cantidades muy bajas de vientos cortantes y un anticiclón bien establecido sobre la depresión. Las áreas de convección se centralizaron, coincidiendo con la mejora de los flujos externos de altos niveles y estos se hicieron más simétricos. Basado en los números Dvorak, se estimó que la depresión se intensificó en la tempestad tropical Daniel alrededor de las 12:00 UTC del 17 de julio. Daniel rápidamente se organizó, exhibiendo un aumento de las áreas de convección profunda y de las bandas de lluvia. Un centro denso nublado se formó, al mismo tiempo que una banda de lluvia bien definida envolvió el centro de la circulación. Basado en la formación de una estructura semejante a un ojo, el Centro Nacional de Huracanes clasificó Daniel como un huracán a finales del 18 de julio mientras el fenómeno estaba localizado alrededor de 1420 km al suroeste del Cabo San Lucas.
El 19 de julio, el ojo de Daniel se visibilizó en las imágenes de satélite, asumiendo el formato de ojo en "agujero de aguja". El huracán sufrió un ciclo de reposición en la pared del ojo cuando comenzó, y después hacia el oeste-noroeste, lo que interrumpió temporalmente la tendencia de fortalecimiento del fenómeno. Después de eso, Daniel comenzó a fortalecerse rápidamente, alcanzando la fuerza de un gran huracán el 20 de julio. Más tarde, el fenómeno se tornó un ciclón muy simétrico con un ojo de casi 50 km de diámetro. Después de alcanzar la fuerza de un huracán de categoría 4, entre las 5 posibles de la escala de huracanes de Saffir-Simpson, el sistema recordaba al de un huracán anular. El 21 de julio la formación sufrió otro ciclo de sustitución de la pared del ojo y después de completar este ciclo, Daniel alcanzó el pico de intensidad con vientos constantes de 240 km/h en la madrugada del 22 de julio, cerca de 2175 km a suroeste de Cabo San Lucas. Después de mantener este pico de intensidad durante 18 horas, Daniel comenzó a debilitarse continuamente a medida que el sistema pasaba por aguas progresivamente más frías. El ojo se transformó el 23 de julio, antes de que los topos de las nubes se calentasen otra vez y los vientos disminuyesen.
El huracán entró en el área de responsabilidad de previsiones del Centro de Huracanes del Pacífico Céntrico el 24 de julio, e inmediatamente después su ojo desapareció de las imágenes de satélite. Se previó que Daniel seguiría su trayectoria por el archipiélago de Hawái como una tempestad tropical; pues las aguas cerca de las islas estaban más calientes, y se esperaba la disminución de los vientos de cizalladura. Sin embargo, Daniel se desaceleró en cuanto el alta subtropical del norte se debilitó y, debido a la combinación de aguas frías y aumento de los vientos de cizalladura orientales, el sistema se debillitó formando una tempestad tropical el 25 de julio. Después no hubo áreas de convección activas cerca del centro de la circulación expuesta y al comienzo de la madrugada del día siguiente, el sistema se debilitó convirtiéndose en una depresión tropical. Las áreas de truenos no tuvieron lugar y Daniel se degeneró en una área de baja presión remanente alrededor de la medianoche del 27 de julio cerca de 1290 km al sudeste de la ciudad de Hilo, en el estado del Hawái. El área de baja presión remanente continuó a continuación hacia el noroeste, pasando inmediatamente al sur de la isla de Hawái la mayor del archipiélago, el 28 de julio, antes de disiparse completamente.

## Preparativos, impacto y nomenclatura

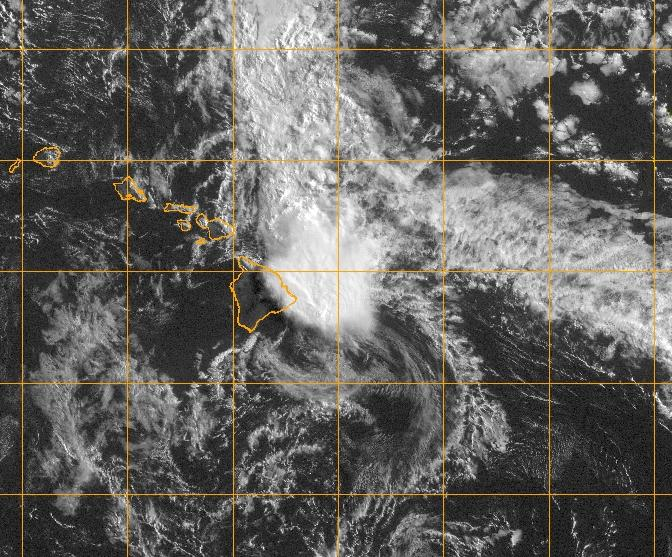
Imagen de satélite mostrando el área de baja presión remanente de Daniel cerca de Hawái.

Debido a las previsiones de que Daniel pasaría por el archipiélago de Hawái como una tempestad tropical, las autoridades del estado y del condado de Hawai recomendaron a los habitantes que prepararan kits de emergencia. También sugirieron acumular alimentos no perecederos y baterías. Pero como esta alerta se dio mientras la tempestad estaba a varios días de distancia del archipiélago, pocos residentes se movilizaron para prepararse para la posible llegada del huracán. El Servicio Nacional de Meteorología de Estados Unidos en Honolulu emitió un aviso de ondas fuertes para las playas orientales de Hawái y alertaron a los usuarios de las playas a mantenerse lejos del agua. El servicio emitió alertas de inundaciones y de vientos fuertes asociados a los vestigios de Daniel.
Los vestigios del huracán causaron lluvias que llegaron a 50-125 mm en las áreas orientales de las islas Hawai y Maui los días 28 y 29 de julio. En West Wailuaiki, Maui, la precipitación acumulada llegó a 98,3 mm en solo un día. Esta medida fue la mayor asociada a los vestigios de Daniel. Las lluvias, particularmente en la localidad de Kailua-Kona, en la isla principal, provocaron inundaciones y lentitud en las carreteras, así como andanadas y trasvases de pequeños riachuelos. Sin embargo, no hubo heridos ni reportes de daños significativos. Una estación meteorológica en Ka Lae, el punto extremo sur de la isla, registró durante un corto periodo de tiempo vientos constantes de 55 km/h con rachas de 75 km/h.
Durante la 61.ª Conferencia Interdepartamental de Huracanes (en inglés: Interdepartmental Hurricane Conference), la Defensa Civil del Estado de Hawái pidió la retirada del nombre "Daniel" de entre los posibles términos a ser usados para ciclones tropicales. Para justificar esa propuesta se dijo que la tempestad se volvió memorable debido a la amenaza o a los daños. Sin embargo, la Organización Meteorológica Mundial (OMM) no aprobó la propuesta y el nombre se usó otra vez en la temporada de huracanes de 2012.